# Josiah Franklin
Josiah Franklin (Ecton, Northamptonshire, Inglaterra em 23 de dezembro de 1657 - 16 de janeiro de 1745) foi um empresário inglês mais conhecido como o pai de Benjamin Franklin. Josias nasceu na pequena cidade de Ecton, Northamptonshire, Inglaterra em 23 de dezembro de 1657. Josias foi o nono e último filho de seus pais, Thomas Franklin, ferreiro e agricultor, e sua esposa Jane White Franklin. Thomas Franklin casou novamente e teve outros filhos. Josiah Franklin era um jovem trabalhador que trabalhava como tintureiro em Ecton. Em Boston, ele era um membro da Igreja Velha do Sul, onde ele serviu como um tithingman, um membro proeminente e altamente respeitado da congregação.